# Tricassinae
Tricassinae Alderweireldt & Jocqué, 1993 è una sottofamiglia di ragni appartenente alla famiglia Lycosidae.

## Caratteristiche
I caratteri diagnostici più rilevanti di questa sottofamiglia sono:.
1. filiere anteriori piuttosto lunghe, apofisi mediana grande e longitudinale a forma di albero nel pedipalpo maschile[1].
2. L'epigino è di forma comune con superficie papillosa dello scapo e ha lunghi dotti copulatori di forma sinuosa[1].
3. Il cymbium è corto e robusto, sviluppato angolarmente e retrolateralmente. L'embolo è molto lungo con un'inserzione medio-apicale[1].

## Distribuzione
Il genere Arctosa è presente pressoché in tutto il mondo.

## Tassonomia
Attualmente, a dicembre 2021, è costituita da 2 generi:
1. Arctosa C. L. Koch, 1847 - cosmopolita
2. Tricassa Simon, 1910 - Namibia, Sudafrica, Madagascar